# Touring into Infinity
Touring into Infinity è stata una tournée mondiale del gruppo progressive metal, Dream Theater in supporto all'album Falling into Infinity uscito nel 1997.
Il tour ha avuto inizio a Santo André l'11 settembre 1997 e si è concluso a São Paulo il 26 settembre 1998 .
Si tratta di uno dei tour più distinti della band in quanto nella scaletta erano comprese diverse canzoni nuove, però nella loro versione demo. Quelle più suonate erano Lines In The Sand" , "Take Away My Pain, You Not Me e Burning My Soul.
Due show sono stati ripresi per essere inseriti nell'album live: Once in a LIVEtime in Francia e nei Paesi Bassi

## Tipica scaletta
- A Clockwork Orange (Tape)
- Lines in the Sand
- A Change of Seasons: I The Crimson Sunrise
- Burning My Soul
- A Change of Seasons: II Innocence
- Voices
- Under a Glass Moon
- Puppies on Acid
- Just Let Me Breathe
- Hollow Years
- Lie
- Pull Me Under
- A Change of Seasons: IV The Darkest of Winters
- New Millennium
- The Ytse Jam
- ---Encore---
- Peruvian Skies
- Metropolis Pt. 1: The Miracle and the Sleeper[3]

## Formazione
- James LaBrie – voce
- John Petrucci – chitarra, cori
- Derek Sherinian – tastiere
- John Myung – basso
- Mike Portnoy – batteria